# Kabinett Pfretzschner
Das Kabinett Pfretzschner unter Vorsitz von Adolph von Pfretzschner bildete vom 1. Oktober 1872 bis zum 4. März 1880 an die von König Ludwig II. berufene Landesregierung des Königreiches Bayern. 1880 erzwang Bismarck Pfretzschners Rücktritt als Außenminister und Vorsitzender des Ministerrates.
| Amt                                           | Name                                                                  |
| --------------------------------------------- | --------------------------------------------------------------------- |
| Vorsitzender im Ministerrat, Äußeres          | Adolph von Pfretzschner                                               |
| Inneres                                       | Sigmund von Pfeufer                                                   |
| Inneres für Kirchen- und Schulangelegenheiten | Johann von Lutz                                                       |
| Justiz                                        | Johann Nepomuk von Fäustle                                            |
| Finanzen                                      | Georg von Berr, ab 26. November 1877 Emil von Riedel                  |
| Krieg                                         | Siegmund Freiherr von Pranckh, ab 4. April 1875 Joseph von Maillinger |